# Сирк, Дуглас
Дуглас Сирк (англизированный вариант Сёрк, англ. Douglas Sirk; урождённый Ханс Детлеф Сирк, дат. Hans Detlef Sierck; 26 апреля 1897 — 14 января 1987) — немецкий и американский кинорежиссёр датского происхождения, крупнейший мастер голливудской мелодрамы, тонкий стилизатор в духе поп-арта. Наиболее известны «гламурные» текниколоровые мелодрамы с участием Рока Хадсона, поставленные им в 1950-е годы. Несмотря на неизменный финансовый успех его лент, Сирк в 1959 году вышел на пенсию и посвятил остаток жизни семье.

## Биография
Сирк родился в Гамбурге в семье журналиста-датчанина. Детские годы провёл в Дании, но будучи подростком переехал в Германию. В 14 лет увлёкся театром. Впоследствии признавал влияние на его творчество хроник Шекспира и датских фильмов с участием Асты Нильсен.
С 1919 г. изучал юриспруденцию в Мюнхенском университете, затем — философию и историю искусства в Гамбургском университете (у Эрвина Панофского), переводил сонеты Шекспира; для заработка писал газетные материалы. В 1922-м в родном Гамбурге состоялась премьера первого поставленного Сирком спектакля — «Смерть начальника станции» Германа Босдорфа. До установления нацистской диктатуры был одним из ведущих театральных режиссёров Веймарской республики; осуществил одну из первых постановок «Трёхгрошовой оперы», руководил премьерой «Серебряного озера» Курта Вайля.
В 1934-м начал снимать короткометражки на UFA, в 1935 г. вышел его дебютный полнометражный фильм «Апрель, апрель!» (сначала на голландском, затем на немецком). В немецких мелодрамах Сирка на экзотические, эскапистские сюжеты взошла звезда актрисы Цары Леандер. На его визуальный стиль повлияло увлечение живописью, особенно работами Домье и Делакруа.
Несмотря на то, что среди поклонников Сирка был министр пропаганды Геббельс, в 1937 г. он вынужден был уехать из Германии после того, как его вторая жена, театральная актриса Хильда Яри, бежала в Рим, спасаясь от антисемитских преследований. Лидия Бринкен, первая жена Сирка и мать его единственного ребёнка, последовательница Гитлера, публично осудила режиссёра и его отношения с Яри, вынудив их уехать. Своего сына, умершего во время Второй мировой войны, Сирк больше не видел.
В 1941 г. Сирку и Яри удалось выехать в США, где режиссёр сменил имя и примкнул к обществу кинематографистов-эмигрантов, работающих в Голливуде. Его первый американский фильм вышел в 1943 г. Наиболее известны мелодрамы Сирка с претенциозными названиями, снятые в 1950-е гг. для продюсера Росса Хантера на Universal. По словам Андрея Плахова, это поставленные «в голливудских студийных павильонах цветные мелодрамы с идиллическими пейзажами и стильными костюмами, похожие на экранизации модных журналов». Во многом они продолжают традиции мелодрам Джона Сталя.
В 1959 г., после окончания съёмок «Имитации жизни», Сирк с женой уехали из США в Швейцарию. Одной из причин отъезда было плохое здоровье Сирка, но главной причиной было то, что к 1959 г. они с женой так и не почувствовали себя в США как дома и устали от крайностей голливудского стиля жизни. Они жили в Лугано до смерти режиссёра. В Европе Сирк поставил всего один фильм в Германии в 1963 г.
Искусство мизансцены и ирония мелодрам Сирка повлияли на его поклонника Райнера Вернера Фассбиндера, чьё восхождение к славе упрочило репутацию Сирка среди киноманов. Фассбиндер навещал Сирка в Швейцарии, они подружились; с подачи Фассбиндера Сирк преподавал в Мюнхенском киноинституте.

## Режиссёрский почерк
Недаром называемый родоначальником мыльных опер, Сирк возвел провинцию в статус абсолюта, оживил «идеальный дом» с рекламной картинки, где румяные умненькие дети уже выучили уроки, а безупречная мать подает коктейль образцовому джентльмену.
По мнению Дж. Хобермана, Сирк прекрасно чувствовал вторичность и одномерность американской культуры. В его фильмах характеристики идеализированной Америки заострены до такой степени, что переходят в пародию. Как и у Фрэнка Ташлина, восхищение «гламурным» потребительством современников доходит до товарного фетишизма. Неистовые страсти бушуют в мире столь же ярких, плоских поверхностей. Хоберман полагает, что эстетика Сирка вписывается в рамки поп-арта:

Как Рой Лихтенштейн подтрунивал над комиксами, а Джеймс Розенквист — над рекламными плакатами, так и Сирк работал с голливудским форматом «дамского фильма».
Британские марксисты, группировавшиеся вокруг журнала Screen, занимались поиском в голливудских мелодрамах Сирка брехтианских элементов, перечёркивающих оптимистический посыл его историй. Например, дети дарят Кэри Скотт новинку — телевизор, однако снятое с низкого угла отражение её встревоженного лица в экране намекает на её грядущее одиночество наедине с новым «другом».
Дэйв Кер относит Сирка к категории режиссёров, для понимания которых недостаточно слышать произносимые в кадре слова, а нужно читать образность, дешифровывая таким образом каждую мизансцену: «Это мир лакированных обманчивых поверхностей, предметов, которые начинают жить собственной жутковатой жизнью».
По мнению Джеймса Моррисона, фирменный визуальный стиль Сирка отражает баланс желаний и их подавления. Он использовал особую оптику, которая придавала изображаемому леденящий оттенок, и в то же время заливал экран яркими всплесками основных цветов — своего рода напоминание о горячечных чувствах, которые испытывают его персонажи.

Чтобы оценить фильм Сирка, вероятно, нужно больше опыта, чем чтобы понять шедевр Бергмана, ибо у Бергмана все темы на виду, а стиль Сирка прикрывает его посыл. Его интерьеры превосходят всякое вероятие, его пейзажи липовы — Сирк заставляет вас приметить их искусственность: это не реализм, а утрированный стиль студийного Голливуда.— Роджер Эберт

## Признание
«Между высоким искусством и китчем расстояние очень небольшое, и китч с налётом сумасбродства ближе всего к искусству».
На момент ухода из кино Сирк имел репутацию второ- или третьеразрядного постановщика душещипательных мыльных опер в шикарных студийных декорациях. Кинокритики крупных изданий рассматривали его фильмы как развлечение для домохозяек, в терминах настоящего искусства их никто не обсуждал.
Первым хвалебным отзывом по поводу Сирка стала в апреле 1959 г. статья в Cahiers du cinéma, в которой Жан-Люк Годар восхищённо писал об экранизации романа Ремарка «Время любить и время умирать». Настоящим зарождением культа Сирка стала статья «Слепой и зеркало, или Невозможный кинематограф Дугласа Сирка», появившаяся в том же журнале в апреле 1967 г. Статья содержала пространное интервью с режиссёром и его «биофильмографию». Но основной работой, установившей Сирку репутацию одного из самых почитаемых американских режиссёров-авторов, стала книга-интервью Джона Холлидея «Беседы с Сирком» (1971). В 1972 г. на Эдинбургском кинофестивале состоялась ретроспектива 20 фильмов Сирка, а в 1974 г. кинообщество университета Коннектикута организовало полную ретроспективу его американских фильмов.
О влиянии сирковской эстетики на своё творчество открыто говорили Фассбиндер и Альмодовар. Оба переосмысливали в своих фильмах классические сюжеты Сирка: «Страх съедает душу» — вариация на тему «Всё, что дозволено небесами», а «Высокие каблуки» отсылают к «Имитации жизни». Постмодернист Дэвид Салле, считающий Сирка «первым художником гипер-реализма», заявляет, что ему никогда не создать ничего столь же великого, как «Имитация жизни». В XXI веке Тодд Хейнс снял два фильма, сознательно стилизованных «под Сирка», — «Вдали от рая» и «Милдред Пирс».

## Фильмография
- 1934 — Два гения / Zwei Genies … короткометражка
- 1935 — April, April!
- 1935 — Stutzen der Gesellschaft
- 1935 — Dreimal Ehe … короткометражка
- 1935 — Das Madchen vom Moorhof
- 1935 — Мнимый больной / Der eingebildete Kranke … короткометражка
- 1935 — It was een april
- 1936 — Заключительный аккорд / Schlussakkord
- 1936 — Das Hofkonzert
- 1937 — La chanson du souvenir
- 1937 — К новым берегам / Zu neuen Ufern
- 1937 — Хабанера / La Habanera
- 1938 — Окончательное соглашение / Accord final
- 1939 — Зоопарк Уилтона / Boefje
- 1943 — Безумец Гитлера / Hitler’s Madman
- 1944 — Летняя буря / Summer Storm
- 1946 — Скандал в Париже / A Scandal in Paris
- 1946 — Странная женщина / The Strange Woman (в титрах не указан)
- 1947 — Соблазнённый / Lured
- 1948 — Спи, моя любовь / Sleep, My Love
- 1949 — Стойкость / Shockproof
- 1949 — Slightly French
- 1950 — Mystery Submarine
- 1951 — Первый легион / The First Legion
- 1951 — Гром на холме / Thunder on the Hill
- 1951 — Week-End with Father
- 1951 — The Lady Pays Off
- 1952 — Против всех врагов / Against All Flags (совм. с Джорджем Шерманом)
- 1952 — Для жениха нет места / No Room for the Groom
- 1952 — Кто-нибудь видел мою девчонку? / Has Anybody Seen My Gal
- 1953 — Возьми меня в город / Take Me to Town
- 1953 — Всё, чего желаю / All I Desire
- 1953 — Meet Me at the Fair
- 1954 — Таза, сын Кочиза / Taza, Son of Cochise
- 1954 — Великолепная одержимость / Magnificent Obsession
- 1954 — Знак язычника / Sign of the Pagan
- 1955 — Капитан Лайтфут / Captain Lightfoot
- 1955 — Всё, что дозволено небесами / All That Heaven Allows
- 1956 — Всегда есть завтрашний день / There’s Always Tomorrow
- 1956 — Слова, написанные на ветру / Written on the Wind
- 1957 — Боевой гимн / Battle Hymn
- 1957 — Интерлюдия / Interlude
- 1957 — Запятнанные ангелы / The Tarnished Angels
- 1958 — Время любить и время умирать / A Time to Love and a Time to Die
- 1959 — Имитация жизни / Imitation of Life
- 1976 — Sprich zu mir wie der Regen .. короткометражка
- 1978 — Ein Dialog .. короткометражка
- 1979 — Bourbon Street Blues.. короткометражка